# À la recherche du mari de ma femme
À la recherche du mari de ma femme es una película coproducción de Marruecos y Francia filmada en colores dirigida por Mohamed Abderrahman Tazi sobre el guion de Aicha Regragui que se estrenó el 7 de junio de 1995 y tuvo como actores principales a Mouna Fettou, Naima Lamcharki, Fatima Moustaid y Mohammed Afifi.

## Sinopsis
Hadj, un obeso pero querible comerciante en oro, tiene tres esposas, cada una de diferente generación, que conviven en un ambiente amigable hasta que enloquecido por celos Hadj repudia a Houda la menor de ellas, que regresa a su casa paterna. Hadj sufre por su ausencia, pero la ley islámica solo les permite casarse si ella se casa con otro hombre que luego la repudie.

## Reparto
- Mohammed Afifi
- Mouna Fettou		...	Houda
- Naima Lamcharki	...	Lalla Rabea
- Fatima Moustaid	...	Tamo
- Amina Rachid	...	Lalla Hobbi
- Bachir Skirej	...	Hadj Ben Moussa

## Críticas
Deborah Young opinó en Variety:

«… Podría ser comparada con una comedia de situación marroquí ubicada en un harem de clase media aggiornado… El guion nos trae el sentimiento de comunidad en el harem entre mujeres, niños y sirvientes, poniendo el acento sobre la sorprendente camaradería e independencia de juicio de las esposas. En cierto sentido, el guion recrea en clave cómica, grotesca pero afectuosa, el tema de la situación en la sociedad de las mujeres victimizadas Badis. Filmada con nitidez dentro de las paredes de una casa magníficamente azulejada, es un placer verla».

## Premios
- Festival Cinemed de Montpellier 1993
- Festival des films du monde, Montréal 1993
- Journées cinématographiques de Carthage 1994
- Festival national du film marocain de Tanger 1995
- Fespaco 1995[3]